# شفق

لحظات اليوم.

الشفق الفلكي، البحري و المدني.

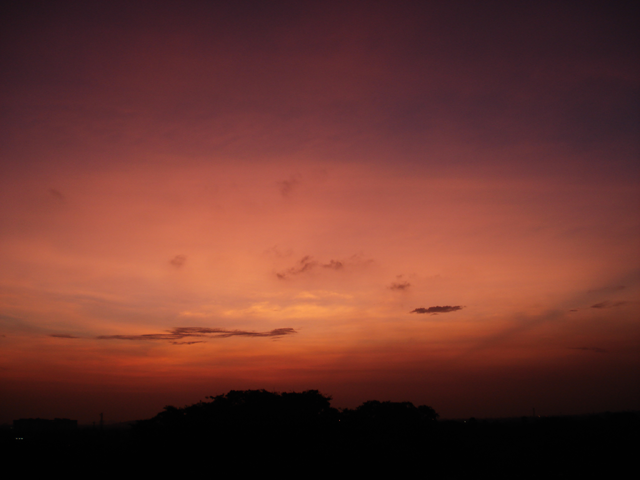
الشفق الأحمر

الشفق هو الضوء الذي يظهر في جهة الغرب بعد غروب الشمس بفعل تبعثر ضوء الشمس في الطبقة العليا من الغلاف الجوي ثم يغيب بعد فترة، ويأتي بعده الغسق. ويوجد نوعان من الشفق؛ شفقٌ أحمر وشفقٌ أبيض وهو الذي يظهر بعد اختفاء الشفق الأحمر. يبدأ الشفق الفلكي عندما تكون الشمس تحت الأفق بمقدار 18 درجة، أما الغسق الفلكي فينتهي عندما تصبح الشمس دون الأفق بمقدار 18 درجة أيضا. أما فيما يتعلق بالشفق والغسق المدنيين، فيبدأ الشفق المدني عندما تكون الشمس تحت الأفق بمقدار 6 درجات، في حين ينتهي الغسق المدني عندما تصبح الشمس دون الأفق بمقدار 6 درجات؛ وأما الشفق والغسق البحريان فيبدأ الشفق البحري عندما تكون الشمس تحت الأفق بمقدار 12 درجة، في حين ينتهي الغسق البحري عندما تصبح الشمس دون الأفق بمقدار 12 درجة أيضاً.
الشفق في الفلك ثلاثة أنواع :
1. الشفق الفلكي، وهو أول ضوء شمسي وقت الفجر ناحية الشرق، أو آخر ضوء وقت العشاء ناحية الغرب، يتشتت في الغلاف الجوي حين تصبح الشمس تحت الأفق بزاوية انخفاض قدرها 18 درجة، وهو ما اصطلح عليه بأنه وقت الفجر الصادق ويؤذن به في معظم أرجاء الكرة الأرضية، ويمكن عنده رؤية النجوم الخافتة جدا، كما يمكن القول بأن الليل سائد.
2. الشفق البحري، وهو إضاءة الغلاف الجوي حين تكون الشمس تحت الأفق بزاوية قدرها 12 درجة، وبإضاءته تبدأ الأرض بالتمايز عن السماء دون وضوح معالمها، كما يمكن رؤية النجوم اللامعة جدا.
3. الشفق المدني، وهو إضاءة الغلاف الجوي حين تكون الشمس تحت الأفق بزاوية قدرها ست درجات، وهو الوقت الذي تبدأ عنده معالم الأرض بالظهور ويسهل عنده تمييزها.

## الشفق الأبيض
الشفق الأبيض هو بياض أفقي معترض يظهر في جهة المغرب بعد غياب الشفق الأحمر. وهو ما يعرف بالبياض الذي يسبق شروق الشمس عند المسلمين، يحدد الشفق الأبيض اقتراب موعد صلاة الفجر بمجرد ظهور الشفق الأبيض ثم يليه الشفق الأحمر الذي يثبت دخول وقت فريضة صلاة الفجر الصادق.

## الشفق الأحمر

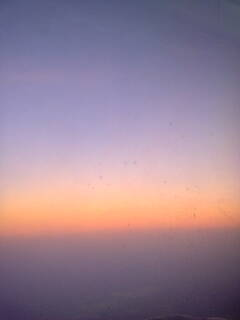
صورة جوية للشفق الأحمر

الشفق منعكس على نهر النيل في أسوان، مصر

الشفق الأحمر هو مايعرف بالحمرة التي تكون بعد مغيب الشمس. ويحدد غياب الشفق الأحمر عند المسلمين موعد صلاة العشاء.
لقد استطاع العلماء تفسير ظاهرة الشفق التي ظلت مجهولة قروناً طويلة. فعندما تسقط أشعة الشمس على الغلاف الجوي للأرض فإنها تخترق بلورات الثلج الصغيرة الموجودة في هذا الغلاف وكأنه منشور زجاجي يتحلل الضوء من خلاله إلى ألوان الطيف الضوئي السبعة.

## معرض صور

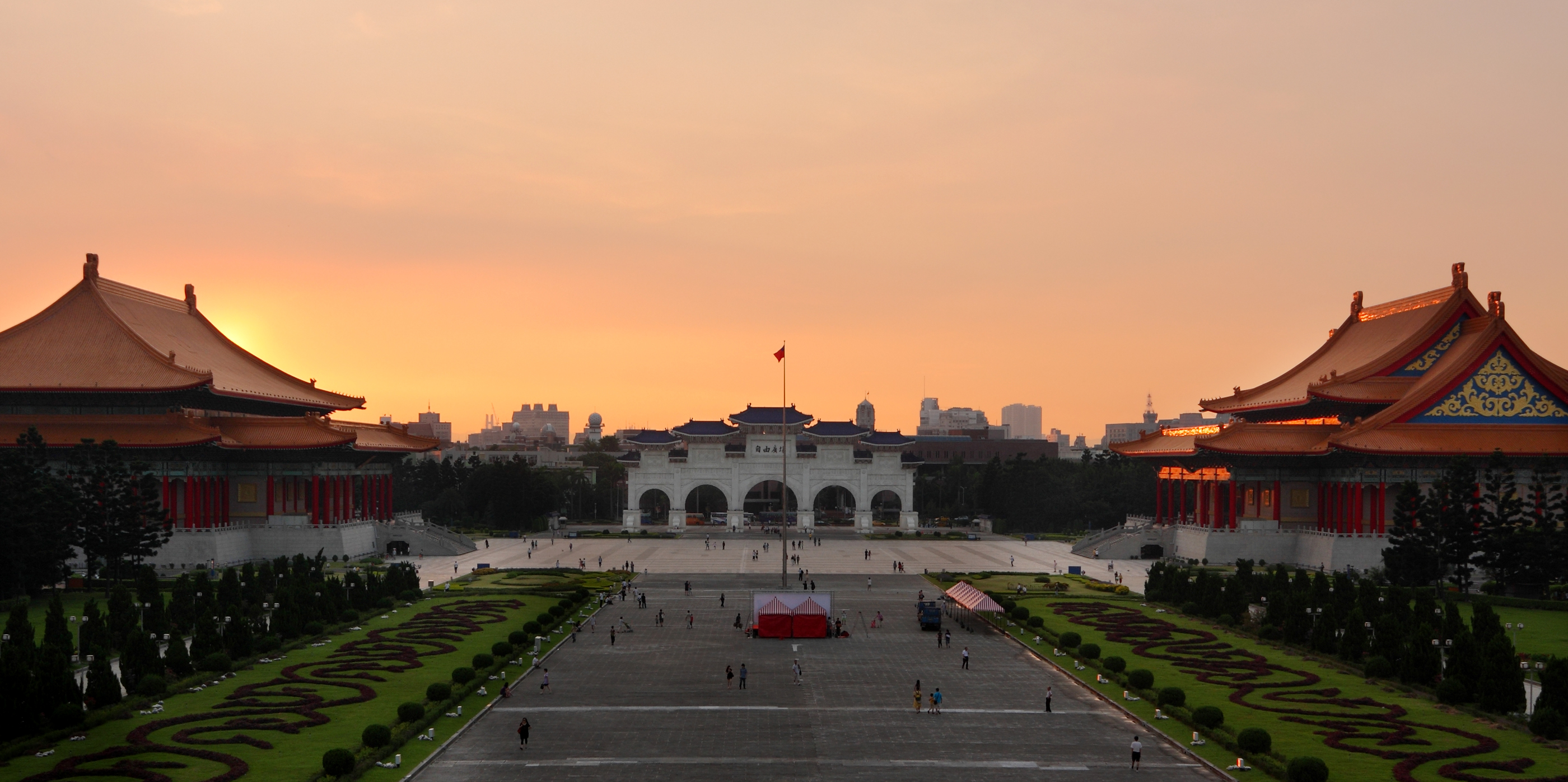